# Future (azienda)
Future plc è una società di media britannica fondata nel 1985. Pubblica più di 50 riviste riguardanti tematiche come videogiochi, tecnologia, film, musica, fotografia, casa e sport. È quotata alla Borsa di Londra ed è parte dell'indice FTSE 250.

## Storia

### Dal 1985 al 2012
Future plc è stata fondata nel 1985 a Somerton, nel Somerset meridionale, da Chris Anderson con la rivista Amstrad Action. Nel 1989 Future è diventato il più grande editore di riviste di computer in Gran Bretagna.
Una delle prime innovazioni è stata l'inclusione di software gratuito sulla copertina delle riviste; fu la prima azienda a farlo. Ha acquisito GP Publications creando così Future US nel 1994. Dal 1995 al 1997 la società ha pubblicato Arcane, una rivista che si concentrava principalmente sui giochi da tavolo.
Anderson ha venduto Future a Pearson plc per £ 52,7 milioni nel 1994, ma l'ha riacquistata nel 1998, con l'amministratore delegato di Future Greg Ingham e Apax Venture Partners, per £ 142 milioni. L'azienda è stata oggetto di un'offerta pubblica iniziale nel 1999. Anderson ha lasciato Future nel 2001.

### 2012-2015: ridimensionamento
Future ha pubblicato le riviste ufficiali per le console di tutti e tre i principali produttori di console per giochi (Microsoft, Nintendo e Sony); tuttavia PlayStation: The Official Magazine ha cessato la pubblicazione nel novembre 2012 e Official Nintendo Magazine ha cessato la pubblicazione nell'ottobre 2014.
La società ha avuto un periodo di chiusura delle proprietà dei supporti di stampa a favore dei media digitali, chiudendo molti titoli e vendendone altri. Nel gennaio 2012, Future ha venduto le sue riviste di musica consumer negli Stati Uniti, tra cui Guitar World e Revolver, a NewBay Media per 3 milioni di dollari.
Nell'agosto 2013, Future ha acquisito due titoli di informatica australiani, APC e TechLife da Bauer Media Group.
Future ha annunciato che avrebbe tagliato 55 posti di lavoro dalla sua attività nel Regno Unito come parte di una ristrutturazione per adattarsi "in modo più efficace alla rapida transizione dell'azienda verso un modello di business principalmente digitale". La società ha annunciato nel marzo 2014 che avrebbe chiuso tutte le sue pubblicazioni cartacee con sede negli Stati Uniti e spostamento delle funzioni di supporto della stampa negli Stati Uniti, come marketing dei consumatori, produzione e leadership editoriale per i marchi di stampa internazionali di Future nel Regno Unito. Successivamente, nel 2014, Future ha venduto i suoi titoli sportivi e artigianali a Immediate Media, e i suoi titoli automobilistici a Kelsey Media.
Nel marzo 2014, è stato annunciato che il CFO dell'azienda Zillah Byng-Thorne sarebbe diventato il quarto CEO dell'azienda in nove anni il 1º aprile 2014, dopo le dimissioni di Mark Wood, CEO dal 2011.

### Dal 2016: espansione
Dal 2016 Future ha iniziato ad espandere il proprio portafoglio di riviste e web attraverso una serie di acquisizioni: acquisì Blaze Publishing e Noble House Media. Future ha quindi completato l'acquisto della rivista specializzata rivale Imagine il 21 ottobre 2016 dopo aver ricevuto l'approvazione dalla Competition and Markets Authority. Nel 2018 Future ha effettuato ulteriori importanti acquisizioni. Ha acquistato i marchi What Hi-Fi?, FourFourTwo, Practical Caravan e Practical Motorhome da Haymarket. Future ha acquisito NewBay Media, editore di numerosi titoli commerciali di broadcast, video professionale e integrazione di sistemi, nonché diverse riviste di musica consumer.
Ha completato l'acquisizione dell'editore B2C statunitense Purch per 132 milioni di dollari entro settembre 2018. Future ha anche acquistato le risorse informatiche e tecnologiche di nextmedia in Australia (inclusi Atomic, Hyper, PC PowerPlay e PC Tech & Authority) nello stesso mese e ha iniziato a incorporare articoli di PC PowerPlay nelle versioni online di PC Gamer.
Nel gennaio 2019, Future ha venduto alcuni marchi B2B a Datateam Media Group.
Nel febbraio 2019, Future ha acquisito Mobile Nations, inclusi Android Central, iMore, Windows Central e Thrifter per $ 115 milioni. Future ha anche acquisito ProCycling e CyclingNews.com da Immediate Media.
Nel luglio 2019, Future ha acquisito SmartBrief (un editore di media digitali di notizie e informazioni commerciali mirate) per una somma iniziale di $ 45 milioni.
Nell'ottobre 2019, Future ha annunciato l'intenzione di acquisire TI Media - con 41 marchi tra cui Decanter, Country Life, Wallpaper e Woman & Home - per 140 milioni di sterline. L'acquisizione è stata completata il 21 aprile 2020 dopo l'approvazione degli azionisti e dell'autorità garante della concorrenza e dei mercati.

## Marchi e pubblicazioni

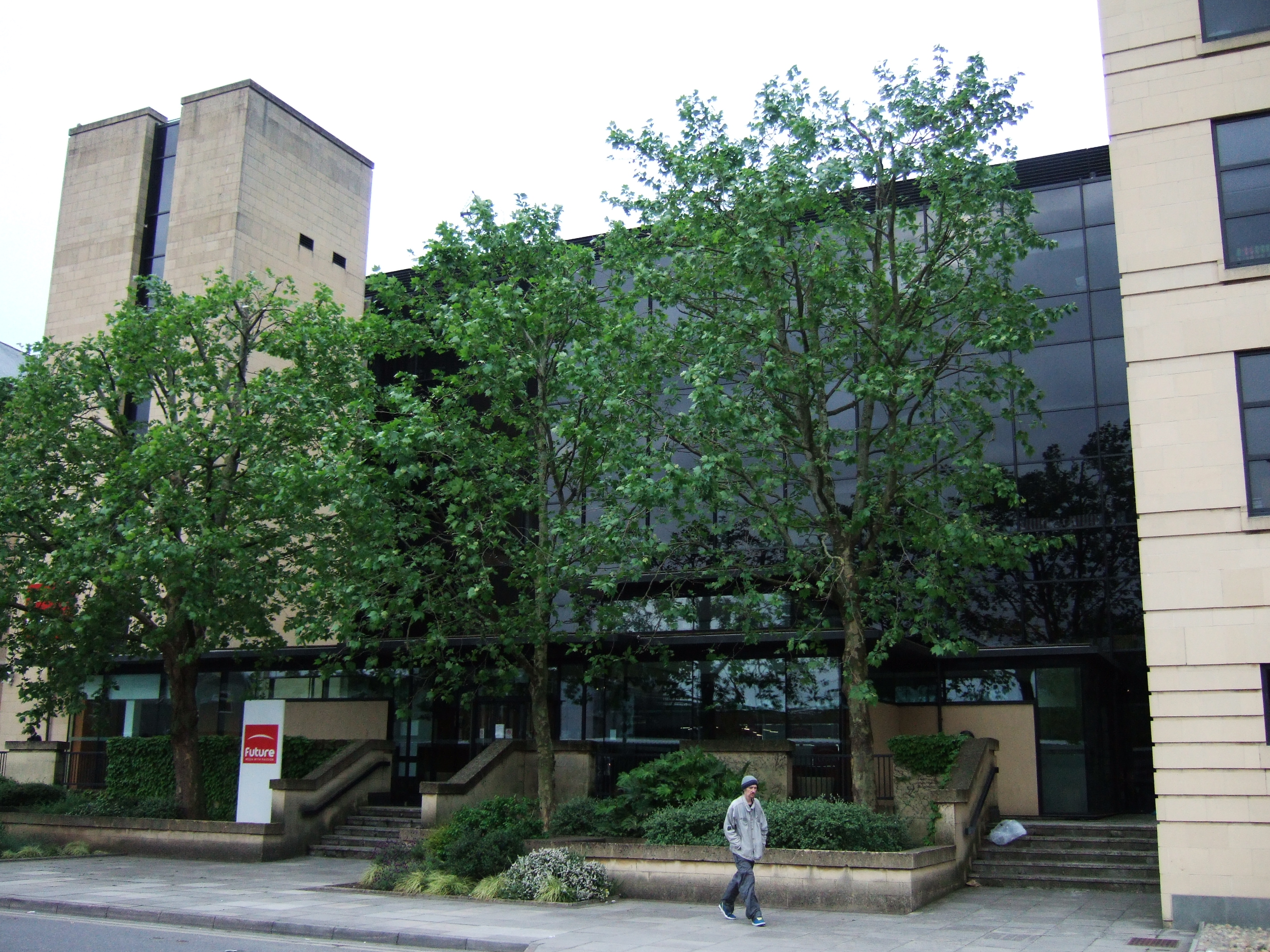
Uno degli uffici di Future a Bath, Somerset

Alcuni dei marchi e delle pubblicazioni più popolari sono:
- AnandTech
- Bass Player
- CinemaBlend
- Computer Music
- Country Homes & Interiors
- Cycling Weekly
- Digital Camera
- Digital Photographer
- Electronic Musician
- Future Music
- GamesRadar+
- Golf Monthly
- Guitarist
- Guitar Player
- Homes & Gardens
- Horse & Hound
- Laptop Mag
- LiveScience
- MacLife
- Marie Claire
- Metal Hammer
- Mix
- Newsarama
- PC Gamer
- Radio World
- SmartBrief
- Space.com
- Systems Contractor News
- TechRadar
- Tom's Guide
- Tom's Hardware
- Tom's IT Pro
- Top Ten Reviews
- What Hi-Fi?
- Total Guitar
- TV Technology
- Women's Weekly
- Yachting Monthly